# ドッセンハイム
ドッセンハイム (ドイツ語: Dossenheim,  発音) はドイツ連邦共和国バーデン＝ヴュルテンベルク州ライン＝ネッカー郡に属す町村（以下、本項では便宜上「町」と記述する）。

## 地理
ドッセンハイムは、ハイデルベルクからベルクシュトラーセを北に5km、オーデンヴァルトの麓、ライン＝ネッカー大都市圏内に位置する。この町はハイデルベルク、ラーデンブルク、シュリースハイムの3都市と境を接する。
町域の西をネッカー川が流れる。高低差8.7mのネッカー川の水門に囲まれたシュヴァーベンハイムがドッセンハイムに含まれる。オーデンヴァルトからは、ミュールバッハ川、ブレンケンバッハ川、マンテルバッハ川が流れている。

### 自治体の構成
自治体としてのドッセンハイムにはドッセンハイム、小集落シュヴァーベンハイム、OEG駅舎、タワーレストラン「ヴァイセン・シュタイン」、ホイザー・ベーレンシュタインが含まれる。町域には廃村が遺る、これは801年に記録が遺るベルンハルテスフーゼン、および1298年に記録されたヴィルレと同一の集落と思われる。

## 歴史

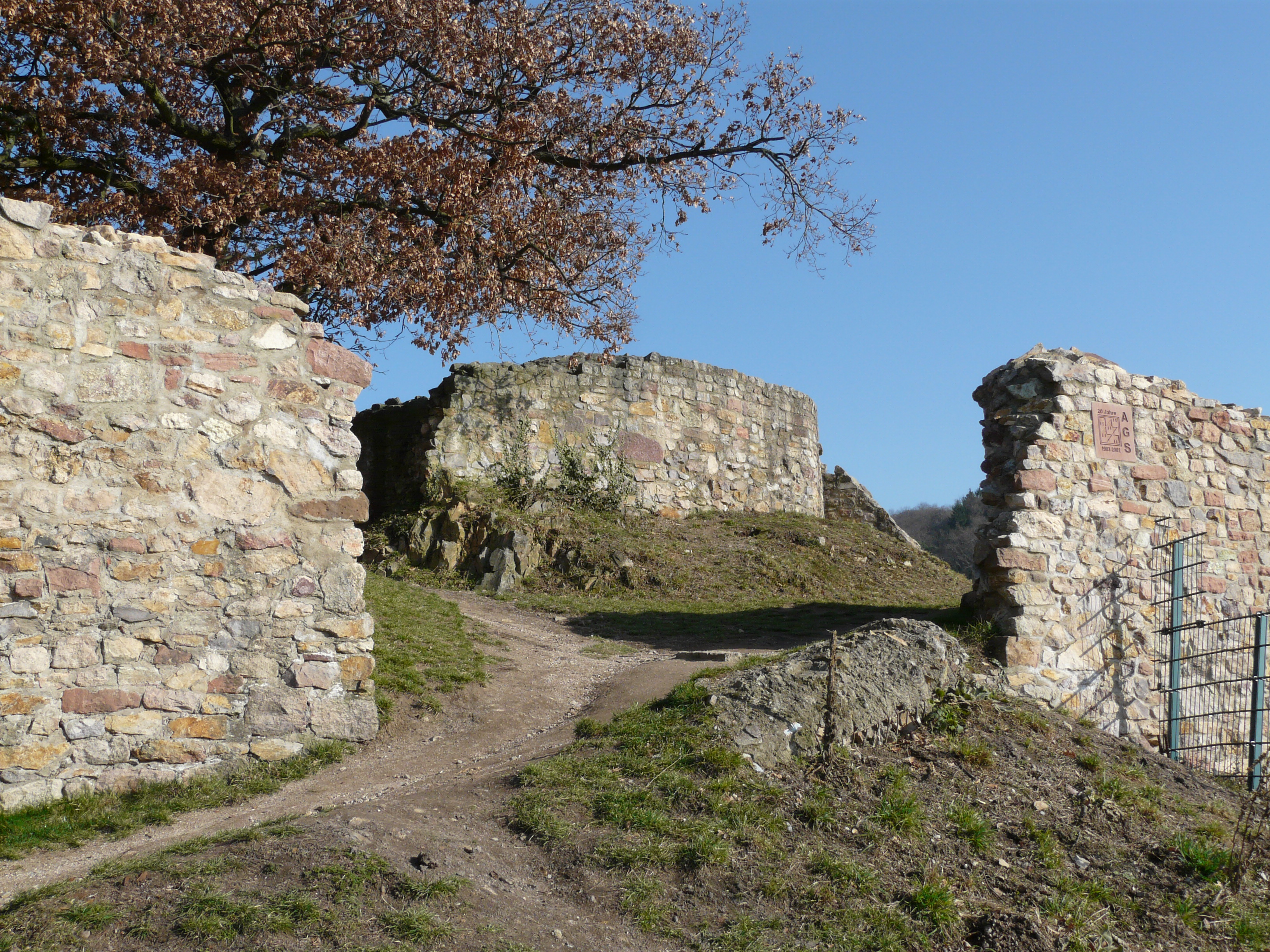
シャウエンブルク城趾

この入植地の名前が初めて登場するのは766年のロルシュ文書である。1130年にはヴォルフゼルデン＝シャウエンブルク家が記録されている。この貴族家はシャウエンブルク城からこの村を統治した。1280年にこの家が断絶した後、遺領は売却され、1303年にこの領土はハイデルベルクのプファルツ選帝侯のものとなった。一方、1319年にはマインツ選帝侯がすべての権利を獲得した。しかしシャウエンブルク城の代官権だけは騎士のハントシュースハイム家に質入れされた。長年にわたるマインツ選帝侯とプファルツ選帝侯との対立の時代を経て、1460年にフリードリヒ勝利侯がこの地域を獲得し、シャウエンブルク城は撤廃された。
ドッセンハイムはランツフート継承戦争の際、1504年にヘッセン方伯軍によって蹂躙された。三十年戦争では、特に1622年にティリー伯軍により略奪され、破壊された。宮廷都市ハイデルベルクが占領された後、ドッセンハイムは短期間であるがマインツ選帝侯領となったが、1650年のベルクシュトラーセ会談によりプファルツ選帝侯領に戻された。ネーデルラント継承戦争とプファルツ継承戦争では、1674年、1689年、1693年にフランス軍によって何棟もの建物に火がかけられた。
マインツ選帝侯は、1714年に最終的にドッセンハイムを放棄したことを宣言した。1803年にプファルツ選帝侯は廃止され、ドッセンハイムはバーデン領となった。
シュヴァーベンハイムは763年に初めて文献上に記録されている。この村はおそらく中世盛期に住民数を減らした。19世紀初めに住居数は再び増加し、街道町に発展した。1925年にシュヴァーベンハイムは合併した。
|                      | 1577 | 1727 | 1800 | 1818  | 1852  | 1905  | 1925  | 1950  | 1961  | 1965  | 1970  | 1991   | 1995   | 2000   | 2005   | 2010   | 2015   |
| -------------------- | ---- | ---- | ---- | ----- | ----- | ----- | ----- | ----- | ----- | ----- | ----- | ------ | ------ | ------ | ------ | ------ | ------ |
| ドッセンハイム       | 560  |      | 788  | 1,106 | 1,517 | 2,921 |       |       |       |       |       |        |        |        |        |        |        |
| シュヴァーベンハイム |      |      |      | 91    | 126   | 102   |       |       |       |       |       |        |        |        |        |        |        |
| 合計                 |      | 757  |      | 1,197 | 1,643 | 3,023 | 3,839 | 5,847 | 6,661 | 7,826 | 8,612 | 10,962 | 11,507 | 11,640 | 11,663 | 12,507 | 12,504 |

## 行政

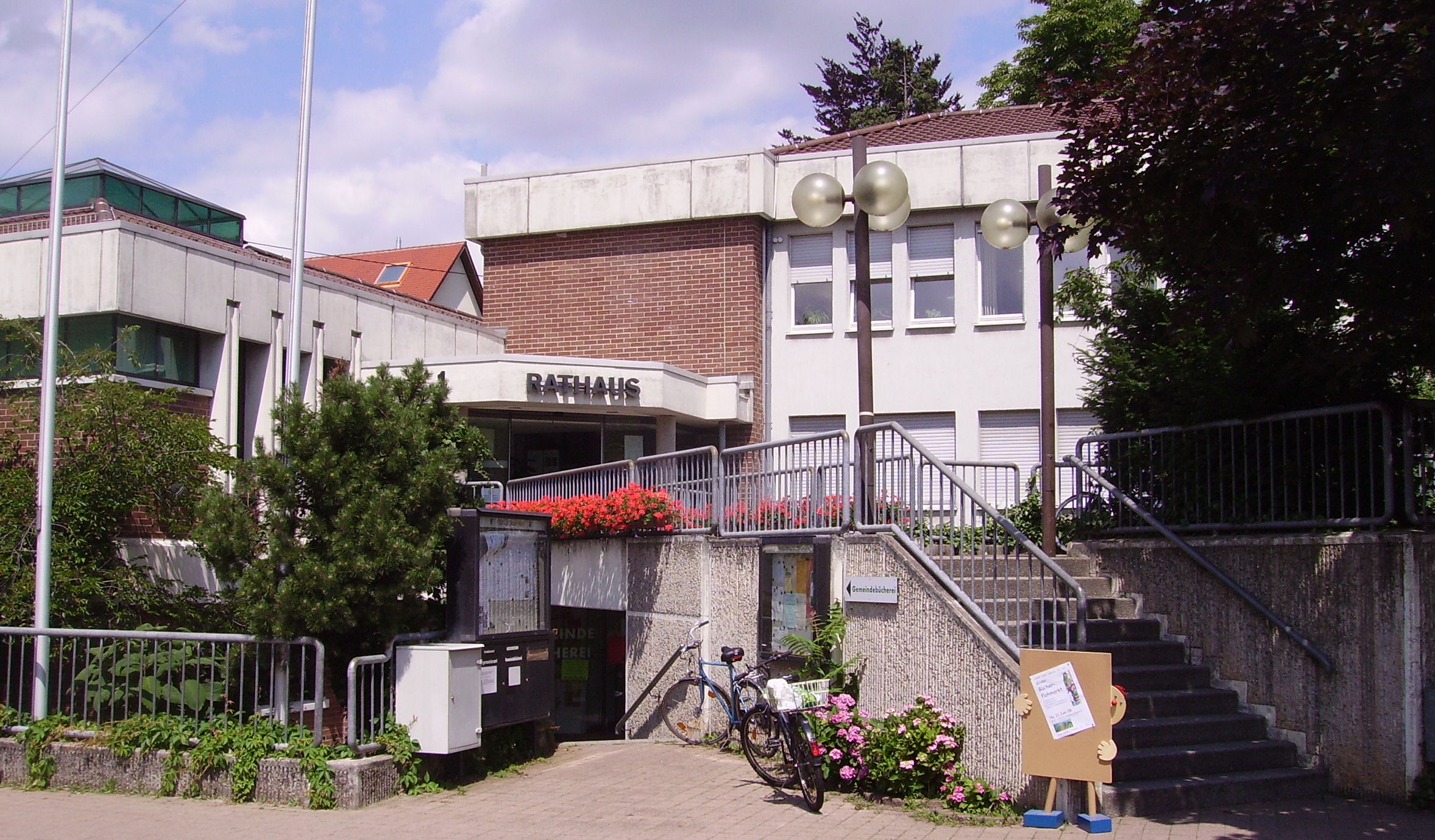
ドッセンハイム町役場

### 議会
ドッセンハイムの議会は22人の議員からなる。

### 首長
ドッセンハイムの首長はダーフィト・ファウルハーバー (CDUである。

### 紋章
図柄: 銀地に、4枚の緑の葉が付いた緑の蔓になった3房（1:2に配置）の青いブドウ。
この紋章は1495年の印章に由来するが、この時から既に蔓が描かれている。この紋章は、1901年にゲネラルランデスアルヒーフに公式に承認された。
旗は、緑 - 白である。いつからこれが用いられているかは不明である。

### 友好都市
- ル・グロ＝デュ＝ロワ（フランス、ガール県）

## 文化と見所

### 見所

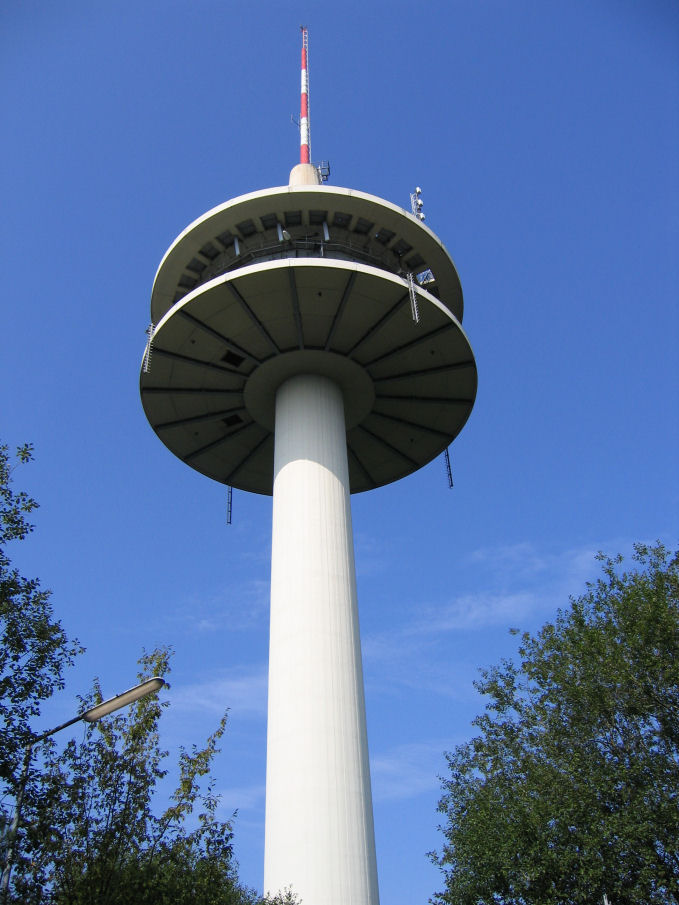
ヴァイサー・シュタインのテレビ塔

ドッセンハイムは、オーデンヴァルトの麓のライン盆地に位置するその地形上の特性から、人気の近郊保養地となっている。ライン盆地の園芸・農耕に利用されている耕作地にも、オーデンヴァルトの森に覆われた険しい勾配にも、それぞれ変化に富んだ動植物が生息している。特に、ヴァイサー・シュタイン周辺の海抜110mから558mにかけての登り斜面の森林地帯にはすばらしい遊歩道網が設けられている。
これらの遊歩道は、北に位置するシャウエンブルク城址まで延びている。シュパイアー聖堂の塔越しにプフェルツァー・ヴァルトのハムバッヒャー城まで、あるいはマンハイムやルートヴィヒスハーフェン・アム・ラインの街越しに南のカールスルーエまで、眺望が開けている。特徴的なのは、赤から黄色に輝くかつての斑岩採石場跡で、森に覆われた地域に傷のように刻み込まれている。
シャウエンブルク城址の南東に、11世紀から12世紀のクローネンブルク城址がある。この城がシャウエンブルク城の前身であるとする推測は、未だに証明されてはいない。
ヴァイサー・シュタイン (552m) はドッセンハイムの故郷の山である。ここはツーリングやハイキングの集合地点として役立っている。ヴァイサー・シュタインの最も目立つ目標物は、砂岩で建てられた展望塔とUFOを思わせる形をしたテレビ塔である。
ドッセンハイムが1年で最も美しいのは、果樹が花を付ける春である。この時期、オーデンヴァルトの麓は、たくさんの果樹の花で白やピンクに華やかに彩られる。

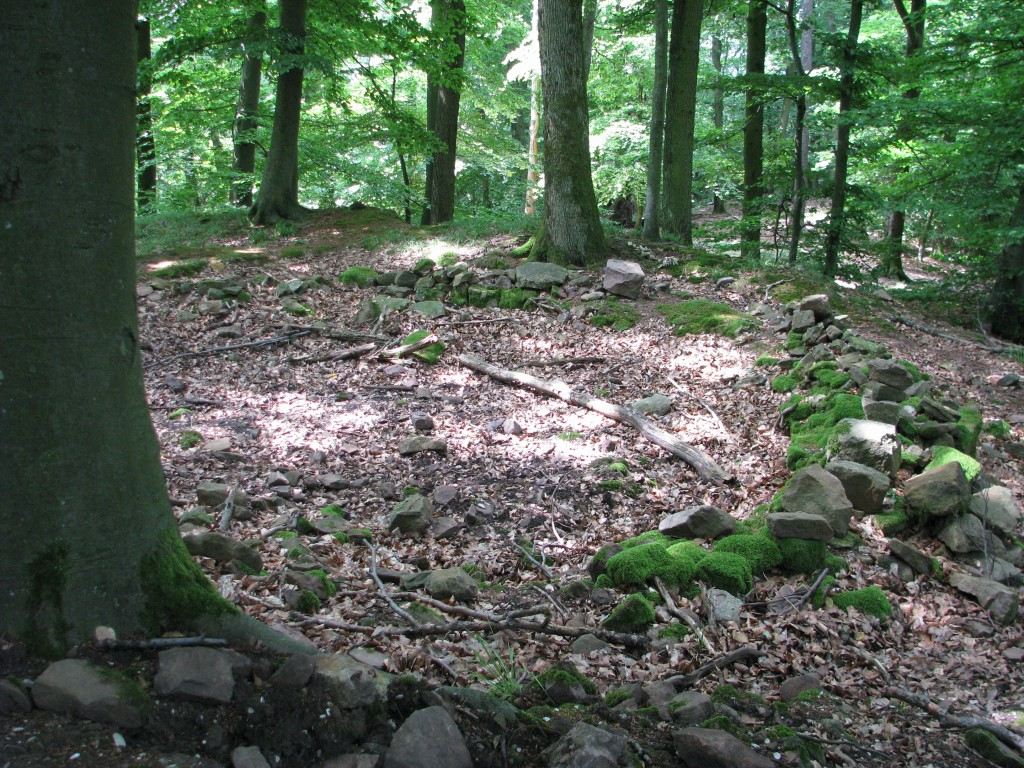
クローネンブルク城趾
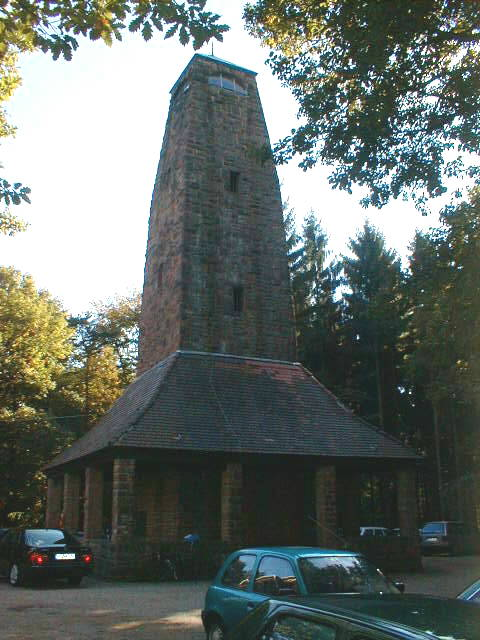
ヴァイサー・シュタインの展望塔

### 博物館
郷土博物館は、1978年に開館し、2002年に新たなコンセプトを得た。この博物館は、1890年に建設され1955年に閉鎖されるまで用いられていた旧市庁舎を利用している。博物館には、古代の出土品、石切り場であったドッセンハイムの生活、シャウエンブルクとクローネンブルクの関係などが展示され、博物館教育の実習も行われている。

### スポーツと余暇

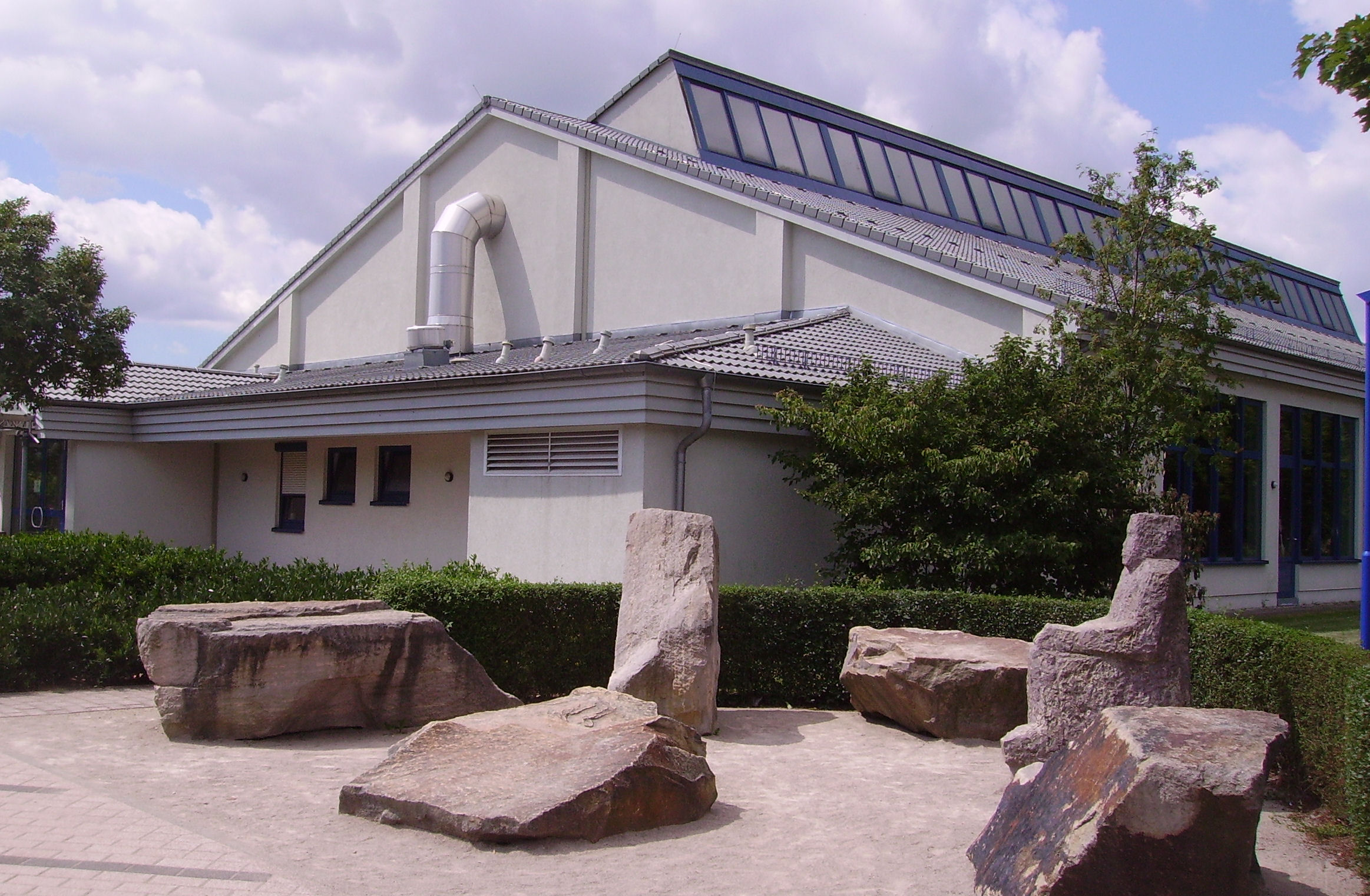
ドッセンハイム体育館

ドッセンハイムには多くのスポーツクラブ、4つの体育館、合わせて8つの競技場、年中使える25mプールを持つ屋内プール施設などがある。さらには多くのテニスコートや小さなバイク場もある。また、スノーボードのハーフパイプなどの施設も整備された。

### 年中行事
9月の第3週末に伝統的なドッセンハイムの教会祭が開催される。ドッセンハイムの教会祭は、ホルツェプフェルタンツ（ヤマリンゴのダンス）とBannweidgerichtで知られている。
毎年5月にはドッセンハイムの冬送りのパレードが行われる。また、12月にはクローネンブルク城の中庭でクリスマスマーケットが開催される。

## 経済と社会資本

### 経済
ドッセンハイムは本質的にはベッドタウンである。ハイデルベルクに近いことが、特にその街で働く人々にとって魅力である。2006年現在、ドッセンハイムの労働人口の89%が通勤者で占められている。工業や産業はごくわずかしかない。

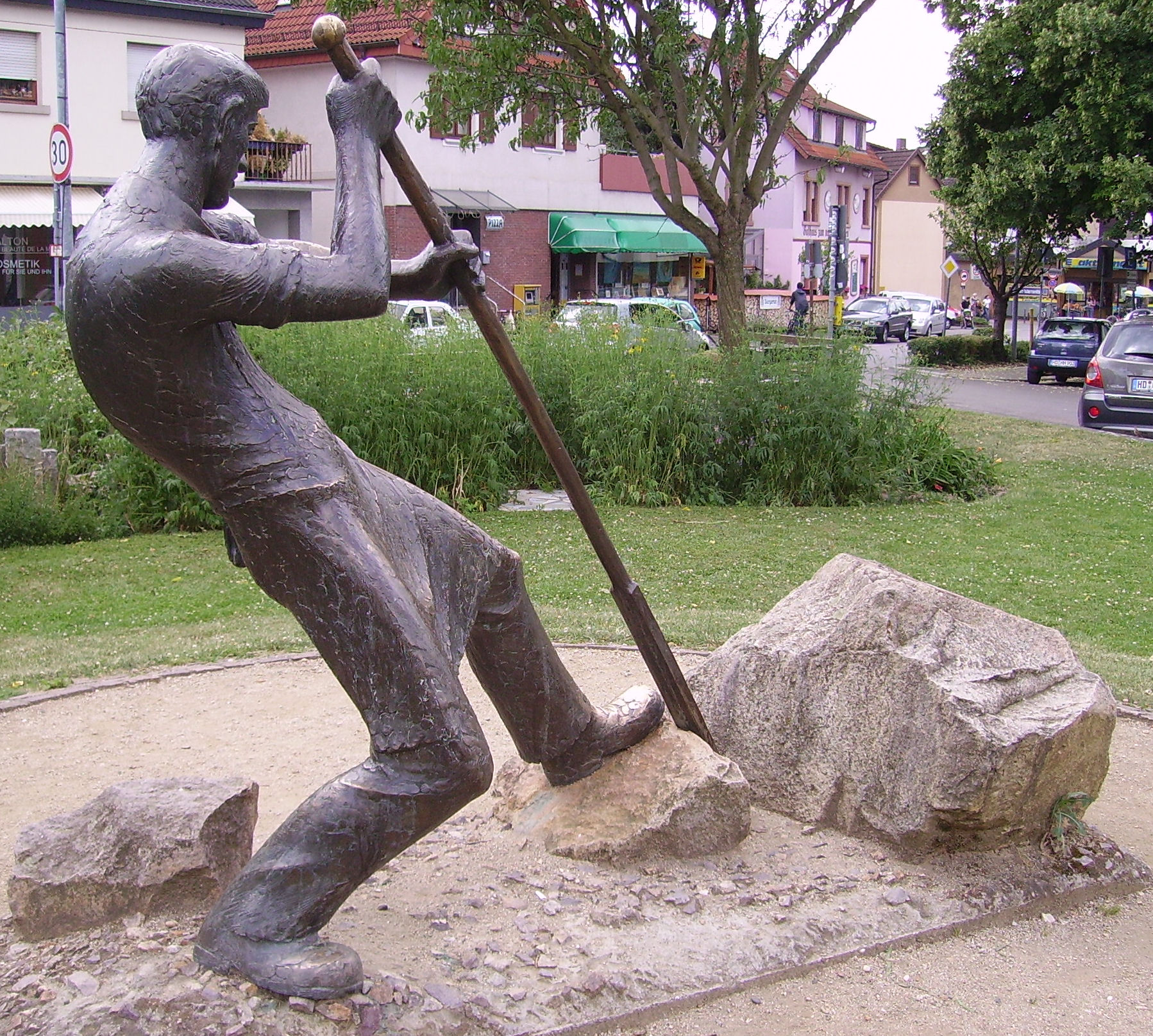
ドッセンハイムの石工の像

ドッセンハイムは石切り場の町として知られている。町には2つの大きな採石場があった。採掘された斑岩は、索道によって切り出し場から積み替え駅まで運ばれた。石は主に水利工事や道路の基礎工事に用いられた。2つの採石場はどちらも閉鎖された。しかし、ライン盆地のあちこちに、この採石場から切り出された石が現在も残っている。

### 教育
ドッセンハイムには、ノイベルクシューレ（基礎課程学校）およびクアプファルツシューレ（本課程学校・実業学校を併設した基礎課程学校）がある。町役場には住民が自由に使える図書館がある。また、町には市民大学も開設されている。

### 交通
ドッセンハイムは、連邦アウトバーンA5号線および連邦道B3号線沿いに位置する。ライン=ネッカー交通がオーバーライン鉄道を運営しており10分間でドッセンハイムと隣接する中心都市のマンハイム、ハイデルベルク、ヴァインハイムを結んでいる。ドッセンハイムには3つの駅がある。

## 人物
- カール＝ハインツ・ケルベル（1954年 - ）サッカー選手
- マルクス・ベール（1974年 - ）サッカー選手

## 引用
1. ↑  Statistisches Landesamt Baden-Württemberg – Bevölkerung nach Nationalität und Geschlecht am 31. Dezember 2023 (CSV-Datei)
2. ↑  Das Land Baden-Württemberg. Amtliche Beschreibung nach Kreisen und Gemeinden. Band V: Regierungsbezirk Karlsruhe. Kohlhammer, Stuttgart 1976, ISBN 3-17-002542-2. S. 348–350
3. ↑  Herwig John, Gabriele Wüst: Wappenbuch Rhein-Neckar-Kreis. Ubstadt-Weiher 1996, ISBN 3-929366-27-4
4. ↑  バーデン＝ヴュルテンベルク州統計局、2006年6月30日現在